# Zindlenspitz
Zindlenspitz är en bergstopp i Schweiz. Den ligger i distriktet Bezirk March och kantonen Schwyz, i den östra delen av landet. Toppen på Zindlenspitz är 2 097 meter över havet.
Terrängen runt Zindlenspitz är bergig. Den högsta punkten i närheten är Redertenstock, 2 294 meter över havet, söder om Zindlenspitz.
I omgivningarna runt Zindlenspitz finns i huvudsak kala bergstoppar och i dalgångarna blandskog.